# 許嵩 (唐朝)
許嵩（?—?），唐代高陽（今河北蠡縣一帶）人。
许姓世居高陽北新城都乡乐善里，为高陽望族，西晋末年，因八王之乱和北方少数民族入侵，隨晉室南渡，其生平不詳，唐代史學家。
大約活動於唐玄宗、唐肅宗年間，並長期居住建康（今南京），其作品《建康實錄》對建康地理及其附近山川、城池、官邸、佛寺建築等十分熟悉，详及地理位置、建置沿革，本書多載正史不及之事，可為考證六朝史事者所引用。另著有《六朝宮苑記》，已佚。